# 三光作戦
三光作戦（さんこうさくせん）または三光政策（さんこうせいさく）は日本軍が華北（中国北部地域）において行った中国共産党が組織した抗日ゲリラに対する掃討作戦の中国側による呼称である。三光とは北京語で「殺し尽くし・焼き尽くし・奪い尽くす」（中国語: 杀光、烧光、抢光: 殺光・焼光・搶光) を意味する。三光作戦は一般の住民にも多大な被害を与えた。日本側では「燼滅作戦」と呼ばれることもある。

## 概要
三光作戦は、蔣介石が「軍事が三分、政治が七分」と称し、保甲連坐法を敷き実施した作戦を指し、日本軍の過酷なふるまいに対する中国側の呼称としても用いられた。1931年から1934年にかけての国民党軍による瑞金掃討作戦に観戦武官として参加した北支方面軍司令官の岡村寧次がそれを適用したと言われ、主に共産党の八路軍根拠地に対して行われたとされる。
貝塚茂樹は、「三光政策」を「ゼークトにより蔣介石軍がとった、ソヴェート地区の壮丁をみなごろしにする殺光、住家を焼きつくす焼光、食料を略奪しつくす搶光」としている。第五次囲剿戦で、国府軍は、「政治七分、軍事三分」という力配分による長期政策と堡塁形式を主軸とした占領政策に変更し、敵対住民に対して「三光政策 (殺光・焼光・搶光)」いう徹底的な弾圧策を採用した、という。中国共産党側の研究によれば、国民党側はソビエト区に対して「殺し尽くし、焼き尽くし、奪い尽くし」の三光政策を行った、という。
三光作戦は、延安で発行された『解放日報』の1941年7月7日、9月25日などで使用例があるという（当時の『解放日報』は、中国共産党の博古が責任者を務めていた）。日本では撫順戦犯管理所等に収容され、後に解放された中国帰還者連絡会が1957年（昭和32年）にカッパブックスから出版した『三光』から、この「三光作戦」という呼称が広がった姫田光義によると、日本側が実施した三光作戦に相当する行動は山海関から河北省北部に至る約千キロの万里の長城沿いに、中国人を強制追放し居住を禁じた「無住地区」、さらに耕作も禁じた「無住禁策地区」を作ると同時に、住人を一か所に集中して居住させる「集家工作」を行う事で八路軍を中心とする抗日運動を抹殺し、北京周辺の防衛をも確保しようとした諸政策を意味するという。先祖伝来の土地を追放された中国人は、日本軍が設置した「集団村」に居住させられ、軍と警察の厳しい監視・管理下に置かれたが、その過程で、中国人の激しい抵抗に遭い、日本軍による民間人殺害が発生したとされる。
日本では「燼滅作戦」という呼称を使用する者もいる。この呼称について笠原十九司は、作戦名としては存在しないが、1940年（昭和15年）8月26日、北支那方面軍第一軍参謀長の田中隆吉少将が「敵根據地ヲ燼滅掃󠄁蕩シ敵ヲシテ將來生存スル能ハサルニ至ラシム」と命令したことから来ているとしている。

## 事実関係の評価

### 存在を前提とする立場
三光政策という呼称で歴史的事実とする見解もあり、笠原十九司は、「日本では特にメディア世界で『三光作戦は中国側のプロパガンダで、そうした歴史事実はなかった』とする風潮が強いが、加害者と被害者の史料・証言が一致した事例については否定できないのではないか」と主張している。
中国側は「318万人が殺され、276万人が連れ去られた」と主張している。

## 冬季山西粛正作戦戦闘詳報
防衛庁防衛研修所『戦史叢書 第18巻 北支の治安戦<1>』で「中共側の記録によれば、(中略) 敵は報復のため急遽二万余の兵力をもって、冬季大掃蕩を発動し、晉西北に対し惨酷な『三光政策』を行った。」と言及された。2004年（平成16年）5月24日、防衛庁防衛研究所は、衆議院議員田島一成の公開請求により、歩兵第二二四聯隊「冬季山西粛正作戦戦闘詳報 」(其一 一九四二年二月二日～三月四日) を公開した。『毎日新聞』2004年（平成16年）7月26日付けの一面トップで「弘前歩兵第三六師団指揮下の山形歩兵第二二四聯隊が、山西省太行山脈の八路軍根拠地に進入し、燼滅作戦を展開し、村々に糜爛性の毒ガス、イペリットを撒いたことを示す公式記録」として報道された。吉見義明は、戦闘詳報にある『撒毒』（毒ガス散布）の記載をイペリットであると主張した。

## サブカルチャーにおける「三光」
1970年（昭和45年）、山上たつひこの『光る風』において、主人公六高寺弦は、働くようになった出版社の社長古谷信吉が「三光会」なる団体と取引していることを知り、古書街を漁って一冊の本を見つけた。そこには戦争中に日本軍が展開した「三光」という作戦が描かれていた。弦は「殺光／焼光／略光―これを称して三光といいます (略)」「国防思想普及なんていう名目のもとに軍国主義をおしすすめる三光会―そんな会が発行する本に協力するつもりなんですか!?」と社長を問い詰めた。宮島理によれば「『三光』が既定の事実のように取り上げられたのも、『時代の限界』だったのだろう。」という。
藤子不二雄 (藤子不二雄Ⓐ)は1971年（昭和46年）、『ヤングコミック』誌に「■冷血の記録《三光》■」を三回にわたり連載した。